# Enchisthenes hartii
Enchisthenes hartii — вид родини листконосові (Phyllostomidae), ссавець ряду лиликоподібні (Vespertilioniformes, seu Chiroptera).

## Середовище проживання
Країни проживання: Болівія, Колумбія, Коста-Рика, Еквадор, Сальвадор, Гватемала, Гондурас, Мексика, Панама, Перу, США (штат Аризона), Венесуела. Висота проживання: до 2400 м. Живуть в гірських лісах.

## Екологія
Харчується фруктами. Може розмножуватися протягом усього року. Тварини часто сплять в колоніях з багатьма іншими видами кажанів.

## Морфологічні та генетичні особливості
Довжина голови і тіла від 55 до 68 мм, довжина передпліччя між 38 і 42 мм, довжина ступні від 11 до 14 мм, довжина вух від 14 до 18 мм і маса до 18 г. Шерсть коротка, щільна і гладка. Верх темно-коричневий, майже чорний на голові й плечах. Низ світліший. Присутні на кожній стороні голови дві тонкі смужки жовтувато-коричневого кольору. Вуха відокремлені, чорнуваті. Не має хвоста. Зубна формула: 2/2, 1/1, 2/2, 3/3 = 32. Каріотип 2n = 30-31, FN = 56.